# Nebrioporus fenestratus
Nebrioporus fenestratus is een keversoort uit de familie waterroofkevers (Dytiscidae). De wetenschappelijke naam van de soort is voor het eerst geldig gepubliceerd in 1836 door Germar.